# Micrasema fortiso
Micrasema fortiso är en nattsländeart som beskrevs av Malicky och Chantaramongkol 1992. Micrasema fortiso ingår i släktet Micrasema och familjen bäcknattsländor. Inga underarter finns listade i Catalogue of Life.